# Nellie Wong
Pour les articles homonymes, voir Wong.
Nellie Wong (née le 12 septembre 1934) est une poétesse et militante sino-américaine impliquée dans les causes féministes et socialistes,. Elle a organisé et participé à des groupes d'activistes travaillant à créer de meilleures conditions pour les femmes, les travailleurs et les minorités. Elle est également membre actif du Freedom Socialist Party (en) et de Radical Women (en) .

## Biographie
Wong est née à Oakland, en Californie, de parents immigrants chinois. Son père a immigré à Oakland en 1912. 
Pendant la Seconde Guerre mondiale, la famille Wong travaillait dans une épicerie à Berkeley. L'internement de ses voisins américains d'origine japonaise a eu un impact profond sur son développement intellectuel, la sensibilisant aux problèmes de racisme et aux préoccupations des Américains d'origine asiatique. La famille a emprunté 2 000 $ pour ouvrir un restaurant, The Great China, dans le quartier chinois d'Oakland, où Wong a travaillé comme serveuse pendant sa jeunesse. Elle a fréquenté l'école publique, est diplômée de l'école secondaire d'Oakland et a commencé à travailler comme secrétaire pour la Bethlehem Steel Corporation, poste qu'elle a occupé jusqu'en 1982. Elle a ensuite été analyste principale en action positive à l'Université de Californie à San Francisco (UCSF).
Au milieu de la trentaine, Wong a commencé à étudier l'écriture créative à l'Université d'État de San Francisco (SFSU) et a commencé à écrire et à publier sa poésie. Wong attribue à ses camarades de classe féministes de la SFSU l'avoir encouragée à écrire. Un professeur lui avait dit un jour de jeter un poème de colère qu'elle avait écrit. Un camarade de classe lui a dit : « Tu n'as pas à l'écouter !"
Alors qu'elle était étudiante à l'Université d'État de San Francisco, Wong était impliquée dans la Women Writers Union du campus, qui s'organisait autour des questions de race, de sexe et de classe. À la fin des années 1970, aux côtés de la militante et écrivaine lesbienne Merle Woo (en), féministe coréenne-chinoise américaine. Wong a organisé le groupe féministe littéraire et de performance Unbound Feet. Le groupe s'est produit dans des collèges, des universités et des centres communautaires. Pendant ce temps, elle a rencontré des membres de deux organisations féministes socialistes affiliées, Freedom Socialist Party (en) et de Radical Women (en), et en quelques années, elle a rejoint leurs rangs.
En 1983, Wong s'est rendue en Chine lors de la première tournée des femmes écrivains américaines en Chine parrainée par l' US–China Peoples Friendship Association (en)avec Tillie Olsen, Alice Walker et Paule Marshall. Toujours en 1983, elle était l'une des principales organisatrices du Merle Woo Defence Committee. Woo, avait déposé une plainte contre leur ancien employeur alléguant un licenciement abusif fondé sur la discrimination. En collaboration avec d'autres membres du Parti socialiste de la liberté et des femmes radicales, Wong a collecté des fonds et sensibilisé à l'affaire. Deux procès ont été gagnés contre l'accusé.
De 1983 à 1985, Wong a enseigné l'écriture poétique au Mills College d'Oakland et l'écriture dramatique à l'Asian American Theatre Company de San Francisco.
Au cours des années 1980 et 1990, Wong a été conférencière principale lors de nombreuses conférences nationales et régionales, notamment les femmes du tiers monde et les perspectives féministes, les femmes contre le racisme et la National Women's Studies Association. Elle a récité sa poésie en Chine, à Cuba et à travers les États-Unis. Elle a également participé à des panels concernant le travail, la littérature asiatique américaine et la poésie. De plus, Wong a enseigné les études féminines à l'Université du Minnesota et l'écriture de poésie au Mills College d'Oakland, en Californie.
Des extraits de deux de ses poèmes ont été installés en permanence sous forme de plaques sur des sites publics du chemin de fer municipal de San Francisco. Elle a reçu des prix de la Women's Foundation (San Francisco), de l'Université de Californie, de l'Asian American Faculty and Staff Association de Santa Barbara et du Kearny Street Workshop (en) de San Francisco, un collectif artistique multidisciplinaire. Elle a été pendant de nombreuses années l'organisatrice du Parti socialiste de la liberté pour la région de la baie  et est toujours active au sein du parti, Radical Women, et Bay Area United Against War. Elle réside actuellement à San Francisco.

## Travaux
Le premier recueil de poésie de Wong, Dreams in Harrison Railroad Park (1977), a été publié par Kelsey Street Press. Ce livre a connu quatre impressions et a été la sortie la plus réussie de l'histoire de Kelsey Street Press. Ses autres titres sont The Death of Long Steam Lady (1986), publié par West End Press et Stolen Moments (1997). Son travail est apparu dans environ 200 anthologies et publications.
Wong écrit directement en s'inspirant de sa vie professionnelle; elle déclare "Beaucoup de mes poèmes viennent du lieu de travail; c'est là que j'ai connu beaucoup de sexisme et de racisme." D'autres thèmes incluent son histoire familiale et son identité américaine d'origine asiatique, à propos de laquelle elle a déclaré : « Je me soucie des racines de la culture américaine d'origine asiatique et comment et pourquoi ils sont venus ici [. . . ] C'est quelque chose que chaque famille asiatique a vécu." Sa poésie couvre les questions du féminisme, la lutte contre le racisme, l'injustice au travail et la recherche d'identité en tant qu'écrivain et militante.
En 1981, Wong participe avec Mitsuye Yamada (en) au film documentaire Mitsuye & Nellie, Asian American Poets, produit par Allie Light (en) et Irving Saraf (en) . Le film raconte les expériences et les épreuves qui ont affecté les écrivains et leurs familles. La façon dont la Seconde Guerre mondiale et le bombardement de Pearl Harbor ont encouragé les perceptions conflictuelles des Japonais comme de «mauvais» Asiatiques, tandis que les Chinois étaient considérés comme de «bons» Asiatiques, est importante pour l'objectif du film. "Can't Tell", l'un des poèmes récités par Wong dans le film, met en lumière la tentative de l'auteur de comprendre pourquoi ses voisins japonais étaient envoyés dans des camps d'internement alors qu'elle et sa famille, en tant que sino-américains, étaient considérés comme des citoyens patriotes.
Le film montre également des échanges animés entre Wong et ses frères et sœurs, soulignant la fougue de sa sœur aînée, Li Keng, également auteur, et de sa plus jeune sœur, Flo Oy Wong (en), une artiste d'installation. Son frère, William Wong, est journaliste et auteur de Yellow Journalist: Dispatches from Asian America.
Ses papiers sont conservés aux California Ethnic and Multicultural Archives (en).

### Livres
- Wong, Nellie. Breakfast Lunch Dinner: Poems. Meridien Press Works, 2012.
- Nellie Wong, Merle Woo et Mitsuye Yamada, Three Asian American Writers Speak Out on Feminism, Seattle, Washington, Red Letter Press, 2003, 48 p. (ISBN 0-9725403-5-0)
- Yolanda Alaniz et Nellie Wong, Voices of Color: Reports from the Front Lines of Resistance by Radicals of Color, Seattle, Washington, Red Letter Press, 1999, 160 (ISBN 0-932323-05-7, lire en ligne)
- Nellie Wong, Stolen Moments, Goshen, Connecticut, Chicory Blue Press, 1997, 43 p. (ISBN 1887344039)
- Nellie Wong, The Death of Long Steam Lady, Los Angeles, California, West End Press, 1986, 67 p. (ISBN 0-931122-42-2)
- Nellie Wong, Dreams in Harrison Railroad Park: Poems, Berkeley, California, Kelsey St. Press, 1977, 45 p. (ISBN 0-932716-14-8)

### Autres formats
- When I Was Growing Up (en), autobiographical poem
- In search of the self as hero: confetti of voices on New Year's night, Cherríe Moraga et Gloria Anzaldúa, This Bridge called my back : writings by radical women of color, Watertown, Massachusetts, Persephone Press, 1983, First éd., 177–181 (ISBN 9780930436100, lire en ligne )This Bridge called my back : writings by radical women of color (First ed.). Watertown, Massachusetts: Persephone Press. pp. 177–181.  (ISBN 9780930436100).
- For an Asian woman who says my poetry gives her a stomachache, Geok-lin Lim, Mayumi Tsutakawa et Margarita Donnelly, The forbidden stitch: an Asian American women's anthology, Corvalis, Oregon, Calyx, 1988, 86–87 p.The forbidden stitch: an Asian American women's anthology. Corvalis, Oregon: Calyx. p. 86–87.
- Broad shoulders, Asian Women of California, Making waves: an anthology of writings by and about Asian American Women, Boston, Beacon, 1989, 260–265 (lire en ligne )Making waves: an anthology of writings by and about Asian American Women. Boston: Beacon. pp. 260–265.
- Moving to her new house, and We go as American tourists, Marie Harris et Kathleen Aguerro, An ear to the ground: an anthology of contemporary American poets, Athens, University of Georgia Press, 1988, 303–304 p.An ear to the ground: an anthology of contemporary American poets. Athens: University of Georgia Press. p. 303–304.
- A woman at the window, Mary Anne Ferguson, Images of women in literature, Boston, Houghton Mifflin, 1991, Fifth éd., 556–557 p.Images of women in literature (Fifth ed.). Boston: Houghton Mifflin. p. 556–557.
- So near, so far, My Chinese love, Unwritten letter, Reverberations, Give me no flowers, Where is my country, When I was growing up, and Away from the blue swans, L. Ling-chi Wang et Henry Yiheng Zhao, Chinese American powerty: an anthology, Santa Barbara, California, Asian American Voices, 1991, 202–214 p.Chinese American powerty: an anthology. Santa Barbara, California: Asian American Voices. p. 202–214.
- Socialist Feminism, Chandra Talpade Mohanty, Ann Russo et Lourdes Torres, Third world women and the politics of feminism, Bloomington, Indiana, Indiana University Press, 1991, 288–296 (lire en ligne )Third world women and the politics of feminism. Bloomington, Indiana: Indiana University Press. pp. 288–296.
- Dreams in Harrison Railroad Park, Can't tell, On thinking of photographing my fantasies, On Plaza Garibaldi, and Picnic, Garrett Hongo, The open boat: poems from Asian America, New York, Doubleday, 1993, 268–278 (lire en ligne )The open boat: poems from Asian America. New York: Doubleday. pp. 268–278.
- Relining shelves and Toward a 44th birthday, Florence Howe, No more masks! An anthology of twentieth-century American women poets, newly revised and expanded, New York, HarperPerennial, 1993, 245–247 p.No more masks! An anthology of twentieth-century American women poets, newly revised and expanded. New York: HarperPerennial. p. 245–247.
- A poem of solidarity for the striking Liverpool dockers and the women and the waterfront, « LouberNet UK », sur LabourNet UK (consulté le 6 mars 2019)LabourNet UK. Retrieved 6 March 2019.
- Exploring common differences, Miss Saigon: money calls a racist tune, and You were born, Nellie Wong et Yolanda Alanniz, Voices of Color, Seattle, Red Letter Press, 1999, 25–29, 73–75, 154–155 (lire en ligne )Voices of Color. Seattle: Red Letter Press. pp. 25–29, 73–75, 154–155.
- Can't tell, Lawson Fusao Inada, Only what we could carry: the Japanese American internment experience, Berkeley ; San Francisco, Heyday ; California Historical Society, 2000, 51–52 (lire en ligne )Only what we could carry: the Japanese American internment experience. Berkeley ; San Francisco: Heyday ; California Historical Society. pp. 51–52.

## Lectures complémentaires
- Moraga, Cherríe, and Anzalduá Gloria. This Bridge Called my Back Writings by Radical Women of Color. SUNY Press, 2015.
- The Making of a Poem: A Norton Anthology of Poetic Forms. Edited by Mark Strand and Eavan Boland (New York: W.W. Norton and Company, 2000).
- Review of Stolen Moments. Reviewed by Cindy Lum. Hawaii Pacific Review. Volume 13 (1999), Hawaii Pacific University, Honolulu, HI.
- Revolutionary Spirits: Profiles of Asian Pacific American Activists, by Dana Kawaoka, American Studies Senior Thesis, June 1, 1998.
- Mitsuye & Nellie, Asian American Poets. Allie Light & Irving Saraf. Women Make Movies. 1981. 58 min.
- On Women Turning 60: Embracing the Age of Fulfillment. Interviews and photography by Cathleen Rountree (New York: Harmony Books, 1997).
- Women: Images and Realities, A Multicultural Anthology. Edited by Amy Kesselman, Lily D. McNair, Nancy Schniedewind (Mountain View, CA:, Mayfield Publishing Company, 1995).
- A Formal Feeling Comes. Edited by Annie Finch (Brownsville, OR: Story Line Press, 1994).
- Asian American Literature: An Annotated Bibliography. Edited by King-kok Cheung and Stan Yogi. (New York: Modern Language Association of America, 1988).
- Guide to Women's Literature throughout the World. Edited by Claire Buck (Bloomsbury Publishing, 1994).
- Feminists Who Changed America, 1963-1975. Edited by Barbara J. Love (Champaign: University of Illinois Press, 2006).